# Grégory Gatignol
Grégory Gatignol (Clermont-Ferrand, 4 luglio 1988) è un attore francese.

## Filmografia

### Cinema
- Les choristes - I ragazzi del coro (Les Choristes), regia di Christophe Barratier (2004)
- Darling, regia di Christine Carrière (2007)
- Les Insoumis, regia di Claude-Michel Rome (2007)
- L'immortale (L'Immortel), regia di Richard Berry (2010)
- Pièce Montée, regia di Denys Granier-Deferre (2010)
- Vento di primavera (La Rafle), regia di Roselyne Bosch (2010)
- Nos résistances, regia di Romain Cogitore (2010)
- Noir Océan, regia di Marion Hänsel (2010)
- La guerra dei bottoni (Le Nouvelle Guerre des boutons), regia di Christophe Barratier (2011)
- Des morceaux de moi, regia di Nolwenn Lemesle (2012)
- Scratch, regia di Sandra-Jessica Coban (2015)
- Musicbox, regia di Léopold Bellanger (2015)
- Le Grand Jeu, regia di Nicolas Pariser (2015)
- Un peuple et son roi, regia di Pierre Schoeller (2018)

### Televisione
- La Résistance, serie TV (2008)
- Clémentine (2009)
- Big Jim, serie TV (2010)
- Les Sant des Atrides, serie TV (2010)
- R.I.S Police scientifique, serie TV (2013)
- Résistance, miniserie TV (2014)
- Alice Nevers - Professione giudice (Alice Nevers: Le juge est une femme), serie TV (2016)
- Manon 20 ans, serie TV (2017)
- Alex Hugo, serie TV (2017)
- Das Boot, serie TV (2018)